# 13239 Кана
13239 Кана (13239 Kana) — астероїд головного поясу, відкритий 21 травня 1998 року.
Тіссеранів параметр щодо Юпітера — 3,525.